# Fabrice Culine
Pas d'image ? Cliquez ici

a Compétitions nationales et continentales officielles uniquement.

Fabrice Culine, né le 29 juin 1983, est un joueur français de rugby à XV évoluant principalement SU Agen puis au Racing Métro 92 au poste de troisième ligne.

## Clubs
- jusqu'en 2009 SU Agen
- 2009-2011 : Racing Métro 92
- 2011-2012 : CA Ribérac

## Palmarès
Champion de France Espoirs avec Agen en 2004